# Tukhana

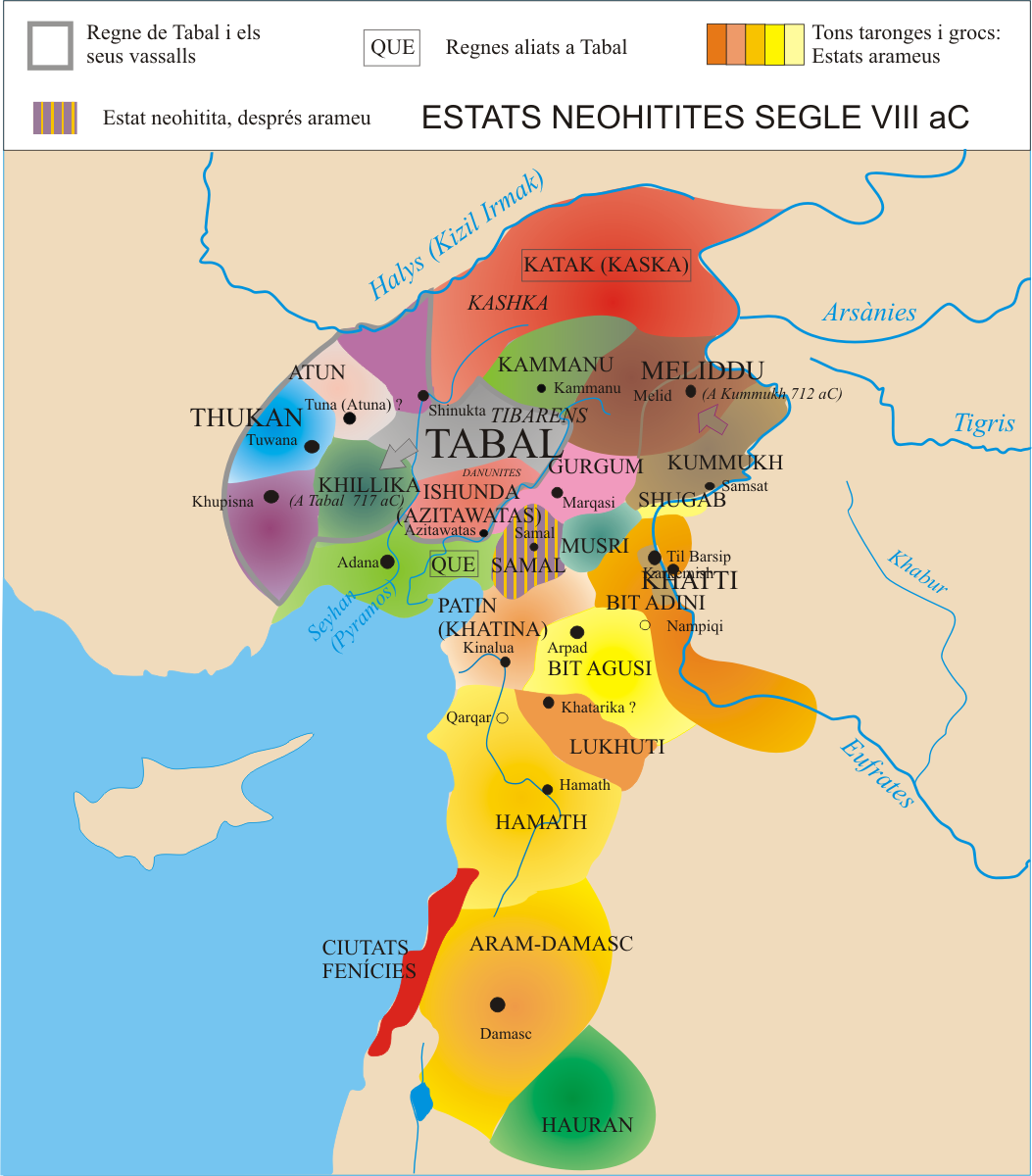
Estats neohitites al

Tukhana o Tukhan (Tuhan o Tuhana, en algun cas Tokhan) fou una ciutat i regne neohitita de Cilícia. Era l'antiga ciutat hitita de Tawanuwa i correspon a la clàssica Tíana moderna Nigbe. Al segle viii aC el regne era vassall de Tabal.
L'origen del regne s'hauria de buscar probablement en el període confós del segle xii aC quan l'imperi hitita es va enfonsar i van sorgir poders locals al mateix temps que es produïen moviments de poblacions. De la seva història no hi ha dades fins al segle viii aC.
El 740 aC després que Arpad va caure en mans dels assiris els reis Tarkhularas de Gurgum, Dadilu de Kask (probablement Katak/Kaska) i Samulal de Meliddu, van pagar tribut. Els van seguir Urikki de Que, Azriyau de Yaudi-Samal, Uassurme (Wasu Sharumush) de Tabal, Ushkhitti d'Atun, Urballa de Tokhan, Urimmi de Khubishna i Tukhammi d'Ishtunda.
La seva evolució posterior no és segura. Abans del 700 aC hauria caigut en mans dels muskhi o frigis; després dels assiris, i vers el 680 del cimmeris; posteriorment, a la segona meitat del segle vi aC, hauria caigut en mans del regne de Lídia fins a la seva derrota pels medes a la batalla del riu Halis el 28 de maig del 585 aC durant la qual es va produir el famós eclipsi.